# 舟戸藩
舟戸藩（ふなとはん）は、下総国葛飾郡舟戸村（現在の千葉県柏市船戸付近）を居所として、江戸時代前期・中期に存在した藩。1616年、本多正重（本多正信の弟）が1万石の大名となって成立したが、正重はまもなく隠居し、相続の際に本多家は8000石の旗本となったため、一旦廃藩したと見なされる。本多家は引き続きこの地域を知行地とし、1688年に本多正永が加増を受けて大名となったため、当地に再立藩した。1703年、正永は上野国に領地を与えられ沼田藩に移転。葛飾郡藤心村（現在の柏市藤心）にも陣屋があり、同地を居所としたとする見方から藤心藩（ふじこころはん）と呼ばれることもある。
本多家は沼田藩からのちに駿河田中藩に移るが、下総国内の約1万石は本多家の飛び地領として幕末まで存続し、舟戸・藤心の両陣屋も引き続き使用された。なお、「舟戸」は「船戸」とも書かれ（現代の行政地名は上述の通り「船戸」である）、「船戸陣屋」「船戸藩」の漢字表記も用いられる。

## 歴史

### 藩祖・本多正重
藩祖である本多正重は、徳川家康の謀臣として知られる本多正信の弟にあたる。正重も正信と同様、三河一向一揆の際に家康と敵対するが、赦免を受け徳川家に復帰した。「槍の三弥」と呼ばれる武名の高い人物であったといい、徳川家を離れて滝川一益や前田利家、蒲生氏郷に仕えたこともあるが、慶長5年（1600年）に徳川家に召し返され、関ヶ原の戦いに従軍している。慶長7年（1602年）に近江国坂田郡内で1000石を与えられた。大坂の陣に際し、駿府の家康から徳川秀忠のもとに派遣され、戦功があったという。
元和2年（1616年）7月、下総国相馬郡内に加増を受け、合計1万石となって大名に列した。このとき、正重は舟戸に陣屋を構えたとされており、これによって舟戸藩が立藩したとみなされる。『寛政重修諸家譜』（以下『寛政譜』）によれば、正重はまもなく隠居し、元和3年（1617年）7月3日に京都で没した。

### 旗本本多家の知行地
本多正重の隠居を受け、外孫で養子となった本多正貫が元和2年（1616年）に家督を継いだ。正貫に認められた領知は下総国香取郡・葛飾郡・相馬郡内の8000石で、2000石は収公された。
この事情について『藩翰譜』は、多くある所領をすべて子息に賜ることは望むところではないと正重が遺言したために、所領が減じられたとする説を載せており、また別説として、正重にそのような遺言はなかったものの本多正純が計らってそのように言上し、8000石を正貫が継ぐことになったとも記す。
本多家は大名（1万石以上の将軍直臣）ではなくなり、「舟戸藩」は1年足らずで姿を消したことになる。大身旗本となった本多家は、正貫のあと正直、正永と続き、この親子3代は大番頭を務めている。

### 本多正永：再立藩から廃藩まで
本多正永は家督継承時に弟の正方に1000石を分知したものの、大番頭在任中の天和2年（1682年）に丹波国天田郡・氷上郡で2000石を加増された。元禄元年（1688年）、寺社奉行に就任した際に、下総国相馬郡で1000石を加増され、都合1万石となったため、本多家は再度大名に列した。舟戸を居所（陣屋）としたとされるが、「本多四公日記」には「御在所相馬郡藤心村」とあるという。これにより「舟戸藩」ないしは「藤心藩」が立藩したとみなされる。
正永は元禄9年（1696年）に若年寄に昇進、元禄14年（1701年）に上総国望陀郡・市原郡および下総国葛飾郡内において5000石を加増された。元禄16年（1703年）にはさらに5000石を加増されるとともに（合計2万石）、丹波国・上総国に所在していた領地を上野国利根郡に移され、城地として沼田を与えられた。本多家は城主大名となって沼田藩に移る。

### 後史
本多正永は最終的に老中となり、知行高も4万石まで加増された。本多家は享保15年（1730年）、本多正矩の時に駿河田中藩に移されて定着する。舟戸藩主であった本多家は、居城を他国（沼田藩→田中藩）に移した後も、下総国内の約1万石の領地を幕末期まで飛び地として領し、舟戸陣屋・藤心陣屋を通して支配した（#領地節参照）。

## 歴代藩主

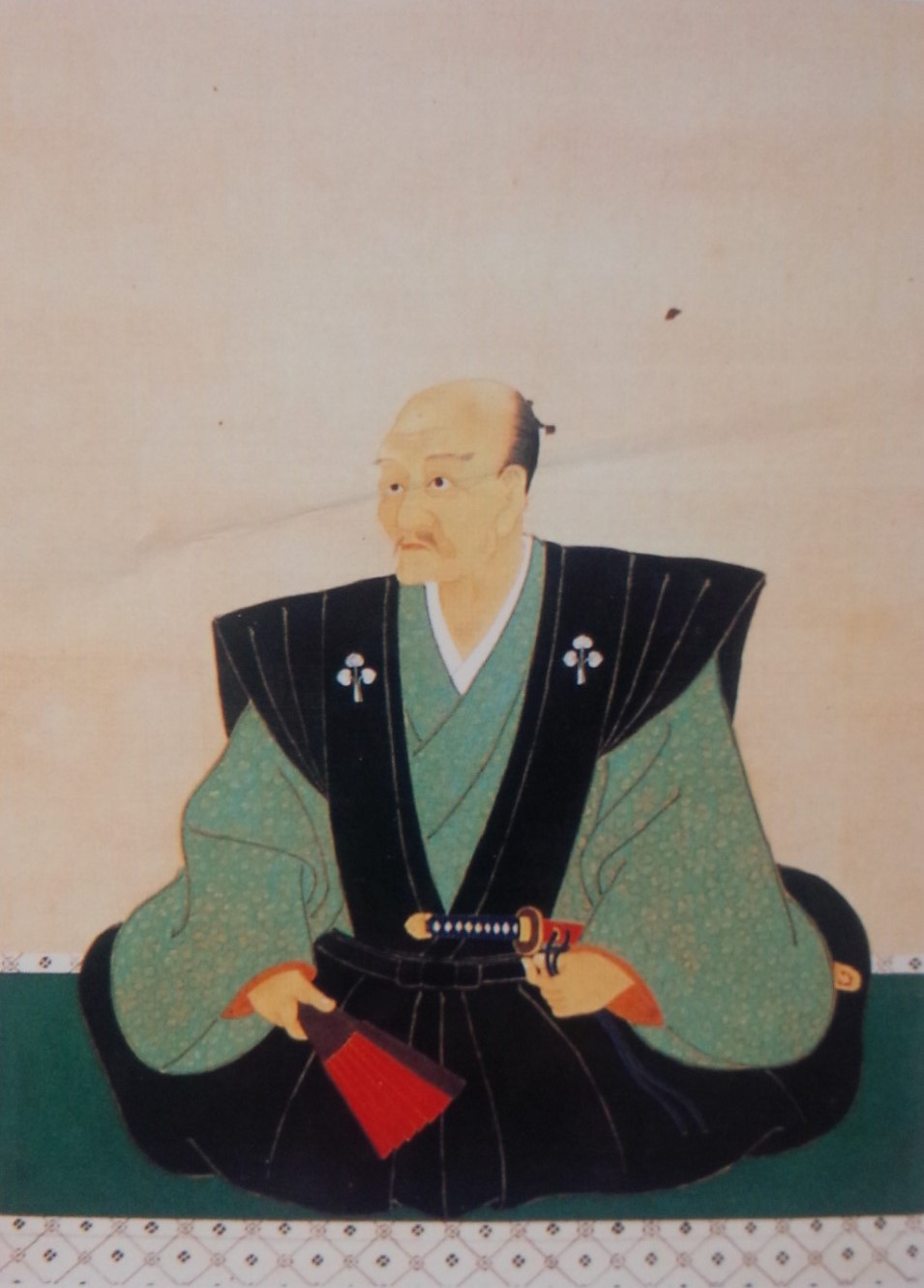
本多正重

本多家
譜代、1万石
1. 正重（まさしげ）

（旗本時代）8000石→7000石
1. 正貫（まさつら）
2. 正直（まさなお）
3. 正永（まさなが）

譜代、1万石→1万5000石
1. 正永（まさなが）

## 領地

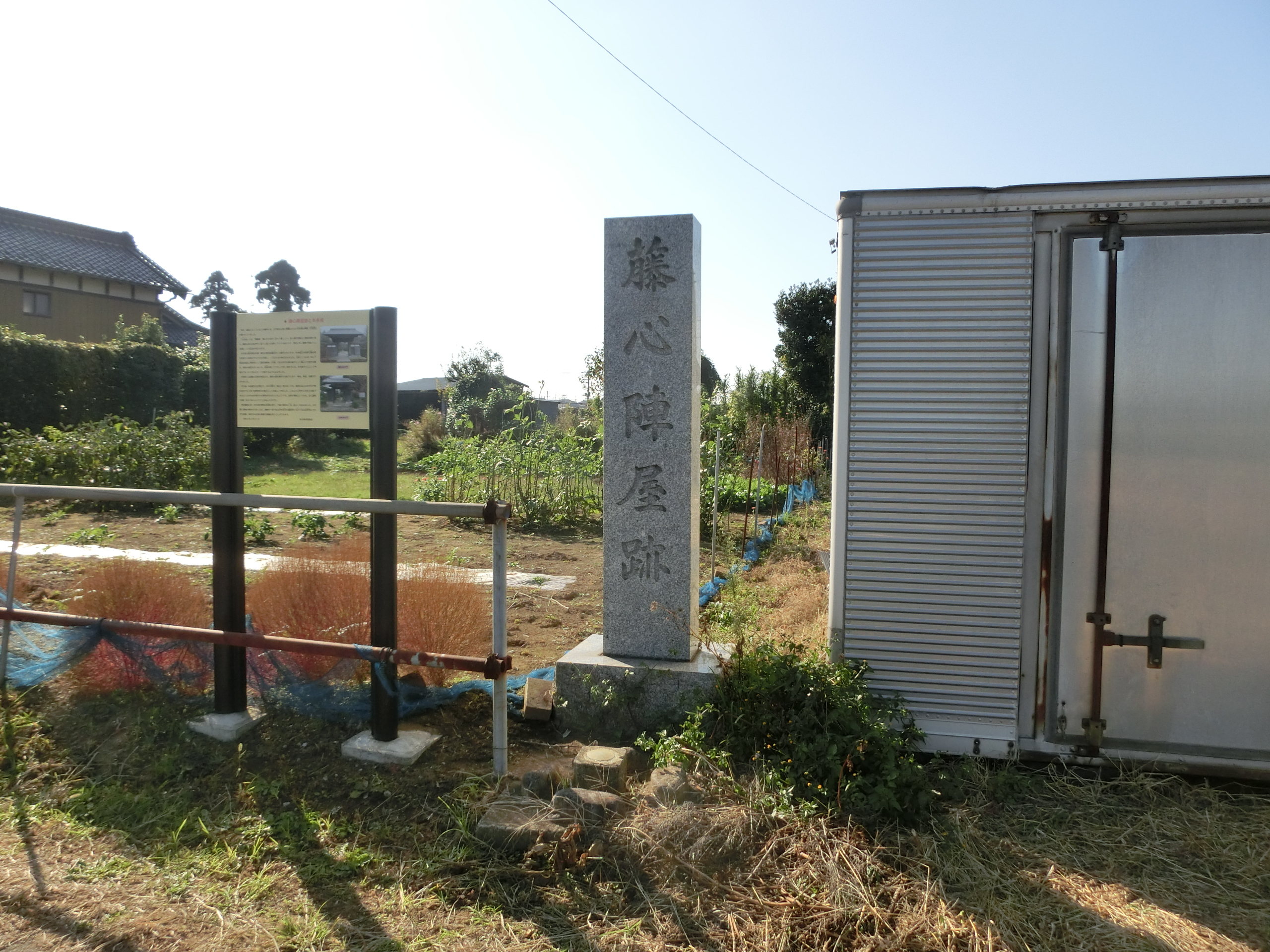
藤心陣屋跡

本多家の下総領は江戸時代を通していくらかの領地変更があるものの、おおむね現在の柏市・流山市・野田市・我孫子市・松戸市・鎌ヶ谷市・市川市などにまたがる一帯の諸村であった。
下総国の所領を治める本多家の陣屋として、舟戸陣屋（現在の千葉県柏市船戸）と藤心陣屋（現在の柏市藤心）があった。陣屋の置かれた舟戸村は利根川に面しており、水海道・下妻方面へ渡る近道であった（ただし江戸時代には正規の渡し場は認められていなかった）。また、藤心村は中世には相馬御厨内にあって「藤意郷」と呼ばれる古い郷村であった。
船戸村や藤心村は江戸時代には葛飾郡に含まれるが、この一帯は中世には相馬郡ともされ、「葛飾」と「相馬」の名称が錯綜する地域である。のちの田中藩では、下総国の領地の北部を「中相馬領」、南部を「南相馬領」と呼んでいた。舟戸陣屋（舟戸御役所）は「中相馬領」を、藤心陣屋（藤心代官所）は「南相馬領」をそれぞれ管轄し、村々への行政命令伝達や、年貢徴収などの業務が行われた。
幕末期には流山郊外の加村台（現在の千葉県流山市加）に加村陣屋が築かれ、田中藩下総領の支配拠点となった。加村陣屋は、明治初年に葛飾県・印旛県の県庁として使用される（葛飾県印旛県庁跡参照）。
本多氏の下総飛び地領支配は過酷な税を課すことがなかったため、領民からは善政と見られたようである。明治元年（1868年）、田中藩本多家は安房国長尾藩に移されるが、これに際して領地の再編が行われ、下総領は本多家の手を離れて下総知県事の管轄下に組み込まれることになった。これに対して、田中藩下総領42か村の領民からは国替え停止（本多家領のまま存続すること）を求める運動が起こっている。
1889年（明治22年）、町村制施行の際に船戸村とその周辺の村が編成した行政村は、田中藩の旧領であったことから「田中村」を称した。1954年まで存続した田中村の旧村域は柏市で田中地区と呼ばれ、2005年に地区内に開業したつくばエクスプレスの駅は柏たなか駅を称している。